# 国立聾工科大学
国立聾工科大学(こくりつろうこうかだいがく、National Technical Institute for the Deaf, NTID)は、アメリカ合衆国ニューヨーク州ロチェスターに位置する、聴覚障害者を対象にした技術系大学である。聴覚障害者を対象にした大学では世界で2番目（世界初はギャローデット大学）であり、1256人（2005年度）の聴覚障害学生が在籍している。
ロチェスター工科大学（私立）の8つの学部の1つであるが、国立聾工科大学の運営資金はアメリカ合衆国の国費から賄われている。国立聾工科大学長はロチェスター工科大学の管理職を兼ねており、2人目のろう者の学長として、アラン・ ホーウィッツ(en:Alan Hurwitz)が就任している。ろう者として初めて学長に就任したのは、ブッシュ(父)政権のもと、特殊教育リハビリテーション局次官補を務めたロバート・ダビラ(en:Robert Davila：現ギャローデット大学学長)である。
ろう者の職業訓練などを行う高等教育機関が必要との要望に応えて、連邦議会法により1965年承認、1967年設置された。1968年に第一期生が入学した。
3年制プログラム（準学士課程）を実施。学部は会計学、経営学、応用コンピュータ学、応用光学・芸術・CADデザイン・コンピューターグラフィック・出版デザイン・理系研究所補助員（科学検査・臨床検査）などがある。卒業後、希望する学生はロチェスター工科大学への編転入が可能となっている。その他に手話通訳者養成コース（準学士・学士課程）と、ろう中等教育教員養成学科（Master of Science Program in Secondary Education of Students who are Deaf or Hard of Hearing,MSSE:修士課程）がある。
日本の筑波技術大学産業技術学部（旧　聴覚部）の姉妹校である。